# Villaluenga de la Sagra
Villaluenga de la Sagra è un comune spagnolo di 3 857 abitanti situato nella comunità autonoma di Castiglia-La Mancia.